# فريدي يوجين
فريدي يوجين (بالدنماركية: Freddy Eugen)‏ هو دراج على المضمار دنماركي، ولد في 4 فبراير 1941 في كوبنهاغن في الدنمارك، وتوفي في 8 يونيو 2018 بسبب سرطان المريء.

## وصلات خارجية
- فريدي يوجين على موقع أرشيف الدراجات (الإنجليزية)
- فريدي يوجين على موقع إحصائيات الدراجات الإحترافية (الإنجليزية)